# Estadio Parque Federico Omar Saroldi
El estadio Parque Federico Omar Saroldi es un recinto deportivo propiedad del River Plate de Montevideo, Uruguay. Debe su nombre a quien fuera el primer golero de la institución: Federico Omar Saroldi.
Ubicado en la zona de El Prado, el escenario se denominó Olimpia Park en sus inicios, debido a que era propiedad del Olimpia, uno de los dos clubes predecesores de River Plate (el darsenero surgió de una fusión entre los clubes Olimpia y Capurro). El escenario se llamó así hasta 1932.
El estadio cuenta con un aforo de 5.165 espectadores, distribuidos en sus cuatro tribunas: tribuna Capurro (tribuna principal), tribuna Prado (cabecera local), tribuna Olimpia (tribuna visitante) y tribuna Aduana (cabecera visitante). En la tribuna Capurro, lindera a la ARU, se ubica el palco que cuenta con 200 butacas y las cabinas de transmisión.

## Historia
El estadio obtuvo su nombre en 1932. Ese año sucedió la tragedia, ya que un día del mes de julio, en disputa de un partido frente al Central F.C. (siendo este el viejo clásico, enfrentando a los barrios vecinos de La Aduana por River y Palermo por Central), en una incidencia de juego el primer golero de la historia del Club Atlético River Plate, Federico Omar Saroldi, recibió un terrible golpe que provocaría su deceso pocos días después. Fue tan grande el dolor experimentado en todos los riverplatenses que decidieron homenajearlo renombrando al escenario deportivo.
Hasta ese hecho, el nombre del estadio era el de Olimpia Park, debido a que era propiedad del Olimpia, uno de los dos clubes predecesores de River Plate.
Se ubica en el Prado de Montevideo, con la particularidad de que separados por escasos metros se encuentran tres escenarios de fútbol de relevancia, casi que pegados uno al otro: el Parque Saroldi (de River Plate), el Parque Viera (de Montevideo Wanderers) y el Parque Nasazzi (de Bella Vista).

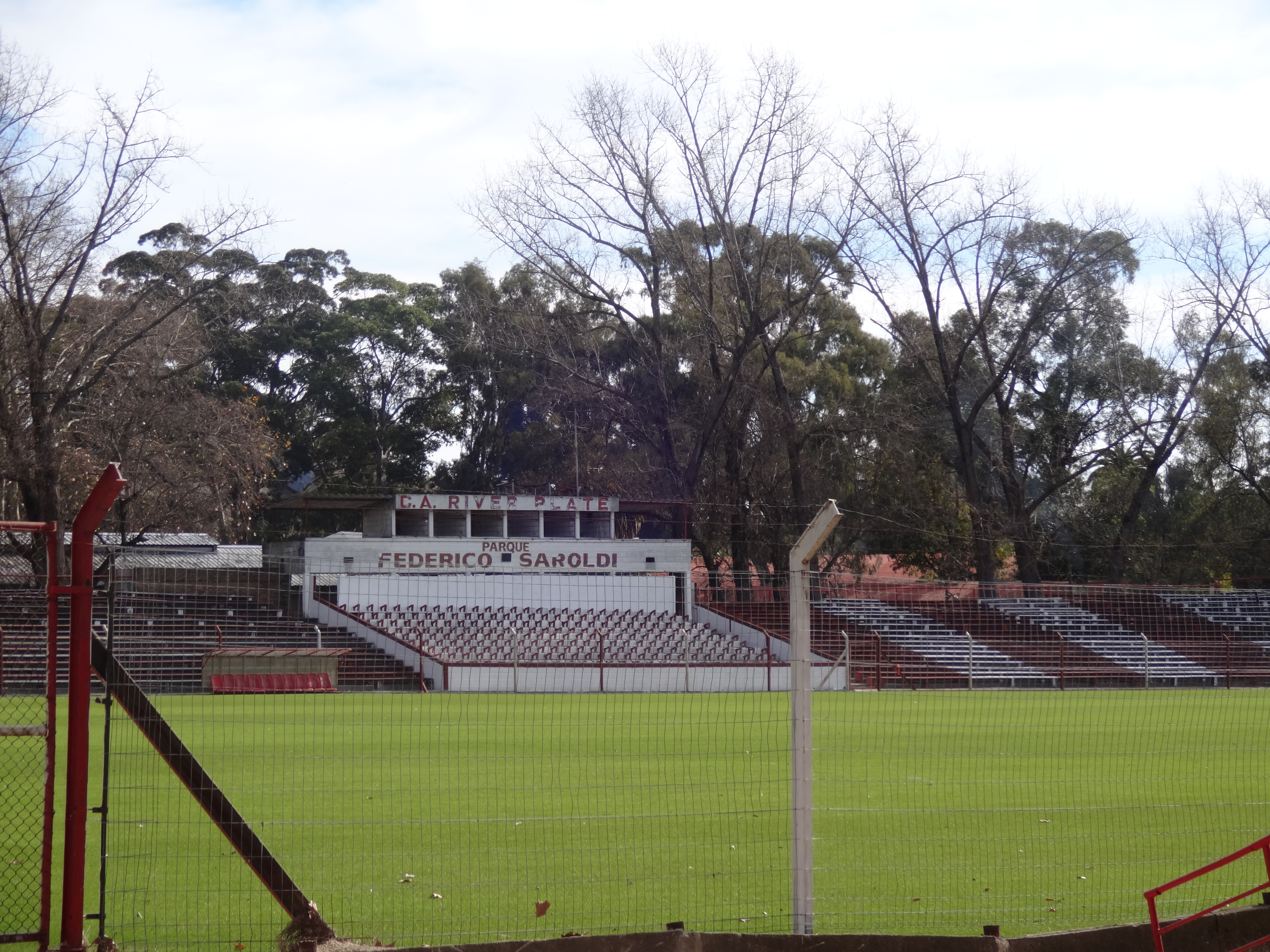
Tribuna principal, junto a las cabinas de transmisión y palcos.

El estadio posee cuatro tribunas: tribuna Capurro (tribuna principal), tribuna Prado (cabecera local), tribuna Olimpia (tribuna visitante) y tribuna Aduana (cabecera visitante). En la tribuna Capurro, lindera a la ARU, se ubica el palco que cuenta con 200 butacas y las cabinas de transmisión. El acceso a la misma se hace por la Avenida Atilio Pelossi y está totalmente comunicada con la tribuna Prado (originalmente un terraplén de pasto, actualmente posee bancos de hormigón). La tribuna Olimpia tiene su único acceso por la Avenida 19 de abril. Originalmente la tribuna Aduana era para público de pie, se encontraba separada por un tejido de la tribuna visitante y poseía un acceso independiente (por Av. 19 de abril). Desde la reforma de 1996, el talud visitante posee bancos de hormigón y está unido a tribuna visitante.
Este estadio cedido en concesión por la Intendencia Municipal de Montevideo hasta el año 2035 (última renovación de concesión en el año 2020), cuenta con un gimnasio cerrado, vestuarios, sala de musculación, cuarto de árbitros y área de sanidad (consultorio médico) llamada Dr. Pedro Larroque, histórico jefe de sanidad del club y El Quincho denominado Tomás Cortés en honor a quien escribió el himno del club. En otro sector, rejas mediante, un pabellón para el equipo visitante con vestuarios y duchas.
Contra la avenida 19 de abril, dos canchas de fútbol 5 con parador y parrillero.
El 18 de agosto de 2024 por la primera fecha del Torneo Clausura 2024 frente a Nacional se inaugura la red lumínica de la más alta tecnología, con focos led (arena visión generación 3.5 large de Philips), especialmente diseñados para la iluminación de espacios deportivos abiertos. Las cuatro torres gigantes, ubicadas estratégicamente en los codos de las tribunas Capurro (platea principal), Prado (cabecera local), Olimpia (a espaldas de la avenida 19 de abril) y Aduana (cabecera visitante), portan cada una nueve (9) reflectores de última generación (36 en total), asegurando una distribución uniforme de la luz, minimizando el deslumbramiento, para que el campo de juego adquiera la cifra de 600 lux.

## Otras instalaciones

### Sede social - La Casona
La sede social conocida como La Casona, antiguo chalet que perteneciera a Don José de Buschental, declarado monumento histórico nacional.
Donde se concentró la Selección de fútbol de Uruguay, para el primer Campeonato Mundial y donde Carlos Gardel les cantara a los uruguayos, se encuentra ubicado en la esquina entre Atilio Pelosi y la Av. 19 de abril y cuenta con dos plantas y un entre piso.
En la planta baja se encuentra la secretaría, sala de sesiones, sala de estar, cocina y comedor con dos baños.
En el entre piso se sitúan las oficinas de relaciones públicas, prensa y la intendencia del Saroldi. 
En la planta alta la oficina jurídico-contable y para las divisiones “formativas” dos salas, una de sesiones y otra para secretaría.

## Reconocimientos

### Estadios más antiguos de Uruguay
El estadio está entre los diez escenarios más antiguos y vigentes del país, construidos para la práctica del fútbol.
| N.º | Estadio                      | Ubicación  | Inauguración            | Propietario                        |
| --- | ---------------------------- | ---------- | ----------------------- | ---------------------------------- |
| 1°  | Gran Parque Central          | Montevideo | 25 de mayo de 1900      | Club Nacional de Football          |
| 2°  | Belvedere                    | Montevideo | 4 de julio de 1909      | Liverpool Fútbol Club              |
| 3°  | José Pedro Damiani           | Montevideo | 19 de abril de 1916     | Club Atlético Peñarol              |
| 4°  | Olímpico Pedro Arispe        | Montevideo | 30 de diciembre de 1923 | Rampla Juniors Fútbol Club         |
| 5°  | Abraham Paladino             | Montevideo | 1926                    | Administración Nacional de Puertos |
| 6°  | Atilio Paiva Olivera         | Rivera     | 1927                    | Intendencia de Rivera              |
| 6°  | Campeones Olímpicos          | Florida    | 1927                    | Intendencia de Florida             |
| 8°  | Parque Federico Omar Saroldi | Montevideo | 2 de noviembre de 1928  | Club Atlético River Plate          |
| 9°  | Centenario                   | Montevideo | 18 de enero de 1930     | Intendencia de Montevideo          |
| 10° | José Nasazzi                 | Montevideo | 1931                    | Club Atlético Bella Vista          |